# Ehningen
Ehningen – miejscowość i gmina w Niemczech, w kraju związkowym Badenia-Wirtembergia, w rejencji Stuttgart, w regionie Stuttgart, w powiecie Böblingen, wchodzi w skład związku gmin Gärtringen/Ehningen. Leży w Schönbuch, ok. 5 km na południowy zachód od Böblingen, przy autostradzie A81 i linii kolejowej InterCity Stuttgart–Singen (Hohentwiel).